# Marquise (Pas-de-Calais)
Marquise (niederländisch: Markijze) ist eine französische Gemeinde mit 5169 Einwohnern (Stand: 1. Januar 2022) im Arrondissement Boulogne-sur-Mer im Département Pas-de-Calais in der Region Hauts-de-France.  Marquise gehört zum Arrondissement Boulogne-sur-Mer und zum Kanton Desvres. Die Einwohner werden Marquisiens genannt.

## Geographie
Die Gemeinde hat eine Fläche von 13,46 km² und liegt am Fluss Slack und gehört zum Regionalen Naturpark Caps et Marais d’Opale. Umgeben wird Marquise von den Nachbargemeinden Leulinghen-Bernes im Norden, Ferques im Nordosten, Rixent im Osten, Wierre-Effroy im Südosten, Offrethun im Süden, Beuvrequen und Wimille im Südwesten sowie Bazinghen im Westen und Nordwesten.
Durch die Gemeinde führt die Autoroute A16.

## Geschichte
Bis 1346 war Marquise Teil Flanderns, als es von den Engländern unter Eduard III. nach der Schlacht von Crécy zur Grafschaft erhoben wurde.

### Bevölkerungsentwicklung
| 1962 | 1968 | 1975 | 1982 | 1990 | 1999 | 2006 | 2011 |
| ---- | ---- | ---- | ---- | ---- | ---- | ---- | ---- |
| 4802 | 4991 | 4953 | 4731 | 4453 | 4580 | 5007 | 5158 |

## Sehenswürdigkeiten
- Kirche Saint-Martin

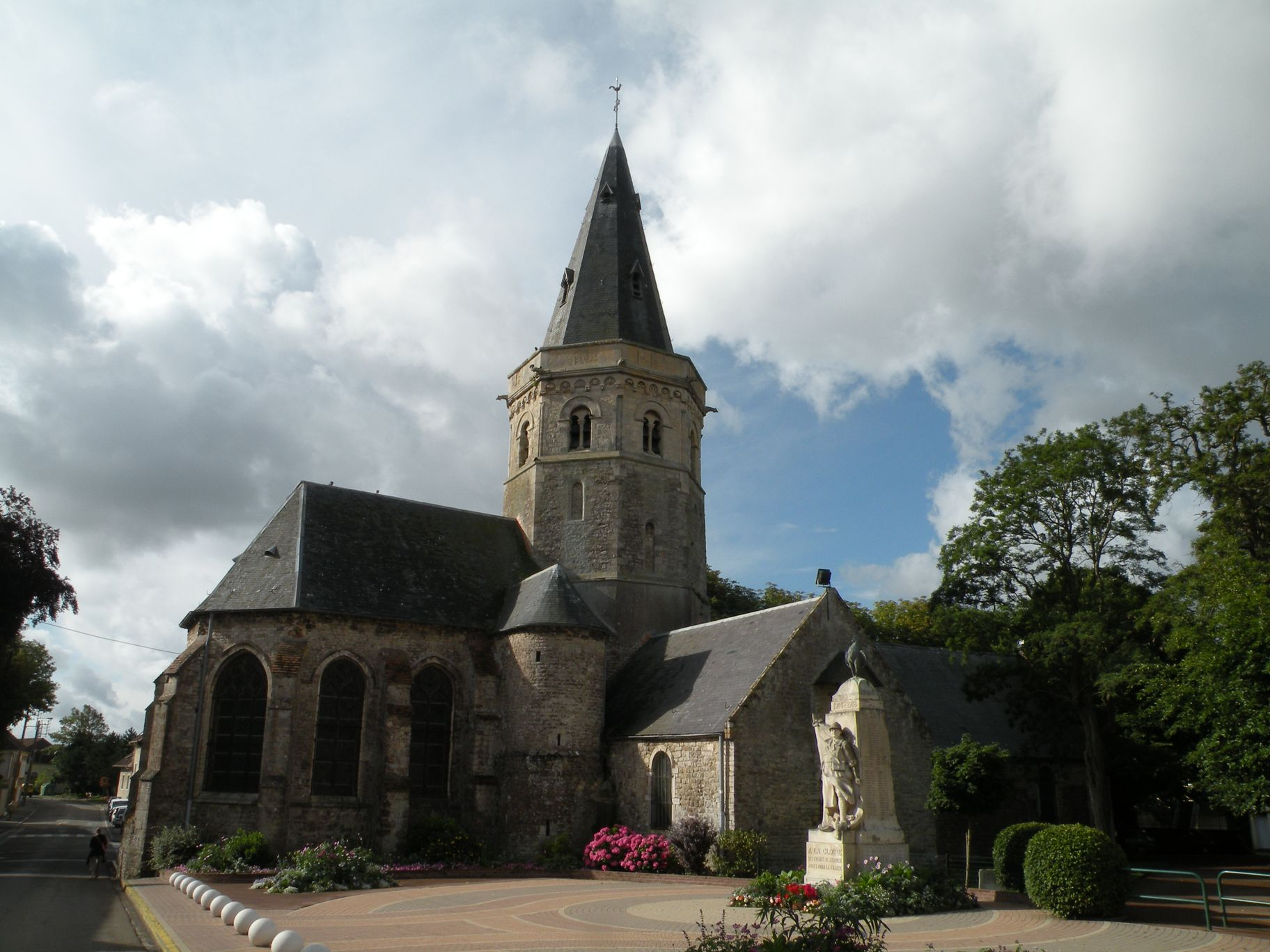
Kirche Saint-Martin

- Châteaux Mollack, de Ledquent, de la Liégette, Leducq, Desforges und d’Hardenthun
- Wassermühle
- Herrenhaus aus dem 17. Jahrhundert
- Britischer Soldatenfriedhof

## Persönlichkeiten
- Alphonse Pinart (1852–1911), Linguist und Anthropologe (Schwerpunkt Amerika)